# Бендукидзе, Каха Автандилович
Ка́ха Автанди́лович Бендуки́дзе (груз. კახა ავთანდილის ძე ბენდუქიძე; 20 апреля 1956, Тбилиси — 13 ноября 2014, Лондон) — российский и грузинский предприниматель, государственный деятель, филантроп. Основатель Фонда знаний.
С конца 1980-х до середины 2004 года занимался предпринимательской деятельностью в России, в частности, был генеральным директором холдинга «Объединённые машиностроительные заводы». В 2004 году по приглашению президента Грузии Михаила Саакашвили занял должность министра экономики в грузинском правительстве, с 2004 по 2008 год был государственным министром Грузии по координации экономических реформ, а с 2008 по 2009 год возглавлял канцелярию правительства Грузии.
Являлся профессором кафедры институциональной экономики Высшей школы экономики (ГУ-ВШЭ, Москва).  Придерживался либертарианских экономических и политических взглядов.

## Ранние годы и образование
Родился в Тбилиси. Отец — Автандил Доментьевич Бендукидзе — учёный-математик, преподаватель Тбилисского госуниверситета, мать — Джульетта Акакиевна Рухадзе — историк и культуролог. Окончил среднюю школу № 55 Тбилиси.
В 1977 году окончил биологический факультет Тбилисского государственного университета. Был секретарём бюро комсомола факультета. В 1980 году окончил аспирантуру биологического факультета МГУ имени М. В. Ломоносова. Защитил диссертацию на соискание степени кандидата биологических наук. С 1979 по 1989 год был членом КПСС.
В 1981—1985 годах — старший лаборант, научный сотрудник Института биохимии и физиологии микроорганизмов АН СССР в Пущино (Московская область).
В 1985—1990 годах — заведующий лабораторией молекулярной генетики Института биотехнологии Министерства медицинской промышленности.

## Предпринимательская деятельность в России
В 1988 году начал предпринимательскую деятельность, когда с группой научных сотрудников создал несколько кооперативов, занимающихся производством биохимических препаратов для научных исследований, и совместных предприятий, специализирующихся в области электроники. В 1988 году создал и возглавил общественную организацию с правом коммерческой деятельности «Биопроцесс», которая занималась разработкой биотехнологий, а в 1990 году была преобразована в АО «Биопроцесс».
В 1990 году участвовал в создании ОАО «Народная нефтяная инвестиционно-промышленная Евро-Азиатская корпорация — «НИПЕК», в 1990—1992 — член совета директоров, с 1992 года — главный управляющий корпорации «НИПЕК». В 1992 году также возглавил совет директоров Акционерного коммерческого Промышленно-торгового банка (АК «Промторгбанк»). В 1993 году стал одним из инициаторов создания организации «Круглый стол бизнеса России».
На выборах в Государственную Думу России первого созыва в декабре 1993 года состоял в списках блока «Преображение». Был членом президиума Всероссийского движения «Предприниматели — за новую Россию» (1993—1994).
Являлся членом Совета по промышленной политике и предпринимательству при Правительстве России с 1994 года.
Мы могли купить у государства всё, что захотим, по выгодной цене. Мы приобрели хороший кусок промышленности за тысячную долю его стоимости. И это оказалось легче, чем взять склад в Москве.
В 1994 году стал членом совета директоров судостроительной фирмы «Алмаз». С 1994 года, после приобретения «Биопроцессом» пакета акций Уралмашзавода, — председатель совета директоров АО «Уралмаш», с 1997 года — председатель совета директоров АО «Уралмаш-Заводы». С 1995 года также являлся членом совета директоров ОАО «Завод „Красное Сормово“» в Нижнем Новгороде. Входил в состав коллегии Госкомитета РФ по экономической политике и поддержке экономических структур (1995). С 1996 года был председателем совета директоров ОАО «Ижорские заводы» (Санкт-Петербург).
В 1996 году после создания ОАО «Объединённые машиностроительные заводы» (группа «Уралмаш-Ижора») стал председателем совета директоров этой компании, а с 1998 года — генеральным директором. ОМЗ — крупнейшая российская компания тяжелого машиностроения, созданная в результате слияния ведущих машиностроительных производств: «Уралмаша», Ижорских заводов, «Красного Сормово», ряда других производственных, научно-исследовательских и конструкторских центров.
В 2000 году входящее в ОМЗ АО «Уралмото» было обанкрочено и реорганизовано в ОАО «ИМЗ-Урал». В феврале 2001 года ИМЗ был передан в трастовое управление топ-менеджерам завода, однако в ноябре он уже был продан союзу «Финансово-промышленная федерация».
В феврале 2001 года вошёл в состав Совета по предпринимательству при кабинете министров М. Касьянова. Член Совета по внешней и оборонной политике, член совета реформ-клуба «Взаимодействие», член клуба «Реалисты».
В декабре 2003 года занял пост председателя совета директоров ОМЗ по плану объединения с концерном «Силовые машины».
До июня 2004 года он был вице-президентом Российского союза промышленников и предпринимателей и возглавлял Комитет по налоговой и бюджетной политике РСПП, первый вице-президент и председатель Совета генеральных директоров Российского союза машиностроителей.
В июне 2004 года заявил о сложении полномочий председателя совета директоров ОМЗ в связи с принятым предложением президента Грузии М. Саакашвили и назначением министром экономики Грузии.
В ноябре 2005 года продал 25,93 % акций ОМЗ. ОМЗ покинули и его партнёры, продавшие 16,23 % акций.

## Деятельность в Грузии
В 2004 году президент Грузии Михаил Саакашвили предложил Кахе Бендукидзе войти в грузинское правительство. В июне 2004 года Бендукидзе стал министром экономики Грузии.
В декабре 2004 года покинул должность министра экономики и стал министром по координации экономических реформ. Занимался реформой экономики и реформой государственной службы. Принципом его деятельности стало «Грузия должна продать всё, кроме совести». Согласно докладу «Ведение бизнеса» Всемирного банка, при Бендукидзе в 2004—2007 годах Грузия стала самой реформируемой страной в мире. Реформа здравоохранения значительно снизила детскую и материнскую смертность, остановила начинавшуюся эпидемию туберкулёза. В целом, Грузия поднялась со 137-го до 11-го места в рейтинге стран по лёгкости ведения бизнеса, опередив Германию и Францию. Уже находясь в отставке, принимал личное участие в подготовке и проведении через парламент Органического закона об экономической свободе Грузии.
После перестановки в грузинском правительстве в январе 2008 года Бендукидзе возглавил канцелярию правительства Грузии.
7 февраля 2009 года он ушёл с государственной службы и начал вкладывать средства в образование через Фонд знаний — некоммерческую благотворительную организацию, по данным 2014 года Фонд знаний вложил в образование 50 миллионов долларов. Фонд знаний — некоммерческое (неприбыльное) юридическое лицо, благотворительная организация, которая была создана в июне 2007 года для поддержки образования и науки в Грузии. Основатель Фонда — Каха Бендукидзе.
Фонд Знаний является учредителем Свободного университета Тбилиси и Аграрного университета Грузии. Целью Фонда является обеспечение молодому поколению доступа к высшему образованию мирового уровня и поощрение в стране высокого качества научных исследований.
В марте 2014 года прокуратура Грузии допросила Бендукидзе в качестве свидетеля по делу «о присвоении государственного имущества», представители генеральной прокуратуры утверждали, что Бендукидзе приватизировал Аграрный университет Грузии и принадлежащие университету огромные участки земли за 10 % их реальной рыночной стоимости.

## Деятельность на Украине
В мае 2014 года Бендукидзе принял приглашение президента Украины П. Порошенко стать членом Экономического и совещательного совета при правительстве Украины. В интервью после назначения Бендукидзе отметил, что Украина «должна предпринять отважные шаги для трансформации экономики, плачевная ситуация в которой усугубляется огромными госрасходами и коррупцией». Предлагаемые им реформы включали сокращение дефицита госбюджета, изменение налоговой системы, в том числе путём сокращения числа налогов., отмена субсидий и повышение цен на потребляемый внутри страны газ, сокращение государственного аппарата, в том числе сотрудников правоохранительных органов, жёсткую борьбу с коррупцией. В сотрудничестве с другими видными экономистами подготовил рекомендации по перечню неотложных мер для реформирования экономики страны.
Помимо деятельности в Экономическом и совещательном совете Бендукидзе являлся так же членом Национального совета реформ при президенте Украины. Национальный совет реформ работает как специальный консультативно-совещательный орган при президенте Украины по вопросам стратегического планирования, согласования позиций относительно внедрения на Украине единой государственной политики реформ и их реализации.

## Смерть
Умер 13 ноября 2014 года от сердечной недостаточности в Лондоне, куда приехал из Швейцарии. Незадолго до смерти проходил лечение в кардиологической клинике в Цюрихе, где ему была проведена операция на сердце. 22 ноября согласно его завещанию был похоронен в Тбилиси на кладбище Кукиа рядом с матерью.

## Оценки
Юрий Шефлер утверждает, что в середине 1990-х годов Бендукидзе и Владимир Слуцкер путём рейдерского захвата пытались отнять у него контроль над «Внуковскими авиалиниями»:
Потом, конечно, были угрозы со стороны Бендукидзе и Слуцкера, они мне много крови попили. Я помню, в ДК «Внуково» идет собрание акционеров, и влетает ОМОН, в масках. Это был просто захват акционерного собрания в духе Кахи.

## Семья
В марте 1999 года женился на Наталье Золотовой. У неё есть двое сыновей от первого брака, первый муж умер.
У Бендукидзе есть дочь — Анастасия Гончарова, которая носит фамилию матери. Родилась 1 ноября 1990 года, в 2013 году закончила King’s College of London. На момент смерти Бендукидзе его родственные отношения с Гончаровой не имели документального подтверждения, Гончарова добилась установления факта отцовства через суд, пройдя экспертизу ДНК. Суд признал её дочерью Бендукидзе в январе 2016 года.
Сестра — Нуну Бендукидзе, владеет строительной компанией в Грузии, деятельность которой активизировалась после возвращения Кахи в Грузию: завершено строительство элитного фитнес-комплекса «Ваке Фитнес» в центре Тбилиси, были куплены несколько туристических объектов в Аджарии, а также ГЭС на юге Грузии.
Бендукидзе увлекался борьбой, шахматами и театром.

## Память
В октябре 2015 года в Печерском районе города Киева в память о Кахе Бендукидзе была названа улица.

## Награды
- Орден Победы имени Святого Георгия (2013)[33].